# Ivan Remarenco
Ivan Remarenco (7 de agosto de 1988) es un deportista moldavo que compite en judo (desde 2013 participa bajo la nacionalidad emiratí). Ganó una medalla de bronce en el Campeonato Mundial de Judo de 2014 en la categoría de –100 kg.

## Palmarés internacional
| Representando a los Emiratos Árabes Unidos |                     |                   |           |
| Campeonato Mundial                         |                     |                   |           |
| Año                                        | Lugar               | Medalla           | Categoría |
| 2014                                       | Cheliábinsk (Rusia) | Medalla de bronce | –100 kg   |